# Rizal, Zamboanga del Norte
Rizal là một đô thị cấp bốn ở tỉnhZamboanga del Norte, Philippines. Theo điều tra dân số năm 2000, đô thị này có dân số 13.501 người trong 2.917 hộ.

## Các đơn vị hành chính
Rizal, về mặt hành chính, được chia thành 22 khu phố (barangay).
| - Balubohan - Birayan - Damasing - Đ Poblacion - La Esperanza - Mabuhay - Mabunao - Mitimos - Nangca - Nangcaan - Napilan | - Nasipang - New Dapitan - Nilabo - B Mapang - Rizalina - San Roque - Sebaca - Sipaon - South Mapang - Tolon - West Poblacion |